# Sabotaget i Postojnagrottan
Sabotaget i Postojnagrottan var ett sabotage av jugoslaviska partisaner mot de ockuperande nazityska styrkorna i Postojna, Slovenien. Under ockupationen användes Postojnagrottan som bränsleförråd och det var detta förråd som partisanerna tände eld på och som brann i sju dagar efteråt. Fortfarande idag är delar av grottan svartfärgad av sot från eldsvådan. Datumet för sabotaget, den 23 april 1944, är även upphovet till en kommunal högtidsdag i Postojna.

## Partisanerna
De 22 partisaner som på något sätt var delaktiga kom alla från 31 divisionen av Vojko brigaden. De som utförde själva sabotaget och som var inne i grottan var Tadick Sadowsky-Tomo (en polack), Nande Marolt, Ivo Panič, Srečko Tušar, Rudi Bašelj, Jože Durčič, Milan Lipičar och den erfarna grottguiden Franc Sajevic. Franc Sajevic var den enda av dem som varit i grottan tidigare.

## Händelseförloppet
Att ockupationsmakten förvarade flygbränsle i grottan var känt i området och partisanerna där började snart arbeta ut en plan för att förstöra det. Planen innebar att de skulle gå genom Črna jama, som är en annan ingång till samma grottsystem, eftersom huvudingången i Postojna var välbevakad. De tog sig således in genom Črna jama efter att de klippt upp järnstängerna som blockerade grottan. Efter det följde de en artificiell gång som byggts av Italienare och de tog sig också genom två väggar som byggts för att blockera passagen.
När de kom fram till flygbränslet borrade de hål i tunnorna och alla tog sig ut igen utom Rudi Bašelj, som med hjälp av en sten inlindad i en näsduk startade elden. Tyvärr, fattade han själv eld och förlorade medvetandet. Senare berättades det för honom att han tillbringade två dagar ensam inne i grottan innan han kom ut med brännskador.